# Igor Bauersima
Igor Bauersima (* 23. Juni 1964 in Prag) ist ein Schweizer Autor, Regisseur, Architekt und Bühnenbildner.
Ab Ende der 1990er Jahre wird er zu einem der Hauptakteure des neuen deutschen Theaters. Die innovative Verbindung von Schauspiel und grossformatigen Videoprojektionen zeichnet viele seiner Arbeiten aus. Seine oft kultur- und medienkritischen Stücke bauen auf philosophischen Konzepten auf. Besondere Aufmerksamkeit widmet er den Problemen der Integrität, der menschlichen Identität, des Individuums und seiner Beziehung zur Gesellschaft.

## Leben
Bauersima ist der Sohn von Nadia Antipová und Ivo Bauersima. Die Familie emigrierte 1968 nach der Niederschlagung des Prager Frühlings in die Schweiz. Igor Bauersima studierte Architektur an der ETH Zürich und schloss mit dem Diplom ab. Neben seinem Beruf als Architekt ist er seit 1989 als Autor und Regisseur für Theater und Film tätig.
1994 gründete er, zusammen mit den Schauspielern Pascal Ulli, Alexander Seibt und Ingrid Sattes, die freie Theatergruppe OFF OFF Bühne, für die er in den sechs folgenden Jahren Stücke schreibt und inszeniert. 1995 war er, gemeinsam mit Coco Wydler, Mitbegründer des Architekturbüros W3A Architekten.
Seinen ersten überregionalen Theatererfolg feierte er mit Forever Godard (1998). 2001 erhielt das Stück norway.today im Rahmen der Mülheimer Theatertage die Publikumsstimme, Bauersima wurde in der Kritikerumfrage der Zeitschrift Theater heute zum deutschen Nachwuchsautor des Jahres 2001 gewählt und mit dem Berner Buchpreis ausgezeichnet. norway.today war in den Jahren 2003 und 2004 meistinszeniertes Stück auf deutschen Bühnen, wurde in über zwanzig Sprachen übersetzt und an über hundert Theatern weltweit gespielt. Bauersima wurde 2002 und 2004 für den Nestroy-Theaterpreis in der Kategorie Beste Ausstattung und 2004 zusätzlich in der Kategorie Beste Regie nominiert.
Mit Réjane Desvignes, die 1998 eine Rolle in Forever Godard gespielt hatte, gründete er 1999 die Produktionsfirma sonimage.

## Stücke und Inszenierungen
- Sexual Perversity in Chicago, David Mamet (1994, R, OFF OFF Bühne)
- Plane Thoughts (1994, B/R, U: OFF OFF Bühne)
- Tourist Saga (1995, B/R, U: OFF OFF Bühne)
- Die Pflicht glücklich zu sein (1996, B/R, U: OFF OFF Bühne)
- Snobs (1997, B/R, U: OFF OFF Bühne)
- Mixed (1997, B/R, U: Theaterhaus Gessnerallee)
- Forever Godard (1998, B/R, U: Theaterhaus Gessnerallee)
- Context (1999, B/R, U: Theaterhaus Gessnerallee)
- Exil (2000, B/R, U: Theaterhaus Gessnerallee)
- norway.today (2000, B/R, U: Düsseldorfer Schauspielhaus)
- Launischer Sommer, nach Vladislav Vančura (2001, B/R, U: Düsseldorfer Schauspielhaus)
- Factory (2001, B, U: Theaterhaus Gessnerallee)
- Futur de Luxe (2002, B/R, U: Schauspiel Hannover)
- Tattoo, co-auteur Réjane Desvignes (2002, B/R, U: Düsseldorfer Schauspielhaus)
- Das Maß der Dinge, Neil LaBute (2002, R, U: Burgtheater Wien)
- Film, co-auteur Réjane Desvignes (2003, B/R, Schauspiel Hannover)
- Dantons Tod, nach Georg Büchner (2003, B/R, Schauspiel Hannover)
- 69 (2003, B/R, Düsseldorfer Schauspielhaus)
- Bérénice de Molière (2004, B/R, Burgtheater Wien – 1. Teil der Trilogie 1670)
- Schwarz & Weiss (2004, B/R, U: Düsseldorfer Schauspielhaus)
- Lucie de Beaune, co-auteur Réjane Desvignes, (2005, B/R, U: Schauspielhaus Zürich – 2. Teil der Trilogie 1670)
- Oh die See – Die Rock das Boot Show (2006, B/R, U: Schauspielhaus Hamburg)
- Boulevard Sevastopol, co-auteur Réjane Desvignes (2006, B/R, U: Akademietheater Wien)
- Le comte Ory, Gioachino Rossini (2007, B/R, Staatsoper Stuttgart, Stuttgart)
- Teseo, Georg Friedrich Händel (2009, B/R, Staatsoper Stuttgart, Stuttgart)
- Den Tod im Nacken, co-auteur Réjane Desvignes (2009, B/R, Uto-Kinotheater, Zürich)
- The Rage of Life, Elena Kats-Chernin & Igor Bauersima (2010, B/R, U: Vlaamse Opera. Antwerpen und Staatsoper Stuttgart, Stuttgart)
- Kap Hoorn, (2010, B/R, U: Theater in der Josefstadt, Wien)
- Suburbia, Eric Bogosian (2011, R, Theater im Palais, Graz)
- Traumnovelle, frei nach Arthur Schnitzler (2011, B/R, U: Theater in der Josefstadt, Wien)
- Jackpot, Réjane Desvignes (2012, D/S, P: Theater in der Josefstadt, Wien)
- Die heilsame Regression des Herrn S, (2013/14, A/D/S, P: Bern)
- Sterben und Neapel sehen, (2014, B, Tanzhaus, Zürich)
- Aus Der Sonne, (2016, B, zUf)
- Complicated!, co-author (2016, B/S, TAG)

## Hörspiele
- norway.today (als Hörspiel: 2001, U: Deutschlandradio)
- Tattoo, co-auteur Réjane Desvignes (als Hörspiel: 2003, U: Deutschlandradio)
- 69 (als Hörspiel: 2004, U: Deutschlandradio)
- Boris Vian:  Ich werde auf eure Gräber spucken. Regie: Igor Bauersima, Übersetzung: Eugen Helmlé, Mitwirkende:  Igor Bauersima, Dominique Horwitz, Katharina Burowa, Bettina Kurth, Birgit Stöger, 86 Minuten, DLR/WDR 2004.

## Filme
- Terminal Diner (New York, 1989)
- Bowling (Tschechien, 1992)
- 50% Absolut (Ungarn, 1995)
- Dr. Younamis' Couch (Zürich, 1996)
- Making Off (Zürich, 1999)
- Un Regard Sur Deux (Frankreich, 2001)
- Black White (USA/D, 2009)

## Preise und Auszeichnungen
- Preis für die beste freie Theaterproduktion auf dem Impulse Festival NRW 1998
- Einladung zu den Mülheimer Theatertagen 2001
- Berner Buchpreis 2001
- Bester Nachwuchsautor der Spielzeit 2001/2002 in der Kritikerumfrage der Zeitschrift Theater heute mit norway.today
- Regiepreis Young Directors Salzburg 2003

## Rezeption im deutschsprachigen Raum
„Igor Bauersima nimmt zwischen den deutschsprachigen Gegenwartsdramatikern und Regisseuren eine Sonderstellung ein. Bauersimas Stücke und Inszenierungen wirken wie vertraute, liebevolle Märchen und provozieren andererseits durch radikale Gesellschaftskritik. Sie glänzen durch präzise Analyse und treffen gleichzeitig mitten ins Herz. Sie spielen in Internetforen oder im 17. Jahrhundert. Sie sind kunstvolle Konstrukte und doch nicht künstlich. Sie sind keiner Schule zuzuordnen und erzählen trotzdem meist geradlinige Geschichten. Diese Heterogenität von Themen und Erzählweisen ist Methode: eine effiziente und trotzige Art, sich nicht von dem vereinnahmen zu lassen, was Schiller eine ‹Mode› nannte; und eine Art, dem Wichtigsten am Theater den Teppich auszurollen: der Geschichte und dem Darsteller.“